# Landesschau
Die Landesschau sind Fernsehsendungen des SWR, die von Montag bis Freitag im SWR Fernsehen zu sehen sind. Es werden gleichzeitig jeweils eigene Sendungen für Baden-Württemberg und Rheinland-Pfalz aus den Studios der SWR-Funkhäuser sowohl aus Stuttgart als auch aus Mainz gesendet. Im Mittelpunkt stehen tagesaktuelle Geschehnisse sowie Land und Leute. Das Programm besteht aus Filmberichten, Reportagen und Gesprächen mit Studiogästen. Bei der Landesschau Rheinland-Pfalz werden täglich unter der Rubrik Hierzuland Porträts von Dörfern, Orts- und Stadtteilen sowie Straßen gesendet.
Die Landesschau Baden-Württemberg wird, jeweils wöchentlich wechselnd, von Annette Krause, Jürgen Hörig, Florian Weber, Jana Kübel oder Fatma Mittler-Solak moderiert. In Rheinland-Pfalz leiten drei Moderatoren die Sendung im wöchentlichen Wechsel: Patricia Küll, Martin Seidler und Holger Wienpahl.
Die Ausstrahlung erfolgt in beiden Ländern um 18:15 Uhr und dauert etwa 75 Minuten. Nachts werden Wiederholungen vom Vortag im SWR Fernsehen und auf tagesschau24 gesendet.

## Geschichte
In der Programmgeschichte von SDR und SWF (bzw. ab 1998 des SWR) gibt es mehrere Sendungen, die unter dem Namen „Landesschau“ liefen und jeweils mit Berichten und Themen aus dem Sendegebiet der Rundfunkanstalten bestückt wurden. Das Regionalmagazin hat dabei seine Ursprünge in einer Reihe von Vorläuferformaten. Ein erstes, regionales Nachrichtenmagazin von SWF, SDR und HR startete 1955 unter dem Namen „Von Rhein, Main und Neckar“, woraus 1957 die „Abendschau“ von SDR und SWF hervorging. Diese Sendung bildete einen Vorläufer der Landesschau als regional ausgerichtete Fernsehsendung für Baden-Württemberg, war von ihrem Charakter her aber noch eine etwas kürzere Nachrichtensendung von 30 Minuten. Ein rheinland-pfälzisches Pendant wurde ab dem 3. Januar 1966 unter dem Titel „Blick ins Land“, den auch bereits eine Hörfunksendung aus Mainz trug, vom SWF ausgestrahlt.
Unter dem Namen „Landesschau“ lief ab 1966 ein regionales Nachrichtenmagazin von SWF und SDR im ersten Fernsehprogramm der ARD, das jedoch zunächst nur wenige Minuten lang war. Ab 1993 wechselte diese Sendung ins dritte Fernsehprogramm Südwest 3 und wurde in der Folge aufgrund der stärkeren Fokussierung der Sender auf regionale Inhalte auch zeitlich ausgedehnt.
Im Anschluss an die „Landesschau“ beginnen im SWR Fernsehen um 19.30 Uhr die Nachrichtensendungen (ebenfalls in beiden Ländern getrennt). Ab 2011 trugen diese Sendungen den Namen Landesschau aktuell. Laut dem damaligen Intendanten Peter Boudgoust wollte man die Nachrichten und die bisherige Landesschau, welche beide von den Zuschauern als „Landesschau“ bezeichnet werden, als eine Marke zusammenfassen. Am 5. Oktober 2017 erfolgte die Umbenennung der Nachrichtensendungen in SWR Aktuell Baden-Württemberg und SWR Aktuell Rheinland-Pfalz.
Zum Team der Landesschau in Baden-Württemberg gehörten früher auch Kristin Haub (2011–2014) und Martina Meisenberg, die bis 2008 moderierte.
Eine zusätzliche 30-minütige Samstagsausgabe der Landesschau in Baden-Württemberg hieß Landesschau Mobil. Wechselnde Reporter stellten jede Woche eine Stadt oder Gemeinde aus Baden-Württemberg vor. Diese Sendung wurde bis Ende 2020 ausgestrahlt.
Seit 3. Juli 2023 ist die Sendung auf insgesamt 75 Minuten ausgedehnt worden und startet statt um 18:45 Uhr bereits eine halbe Stunde früher. Die Umstellung hatte den Wegfall vorheriger Formate auf diesem Sendeplatz zur Folge. Als Begründung nannte der SWR, dass das klassische Fernsehen am Vorabend eher nebenbei im Hintergrund läuft. Bei kürzeren Handlungssträngen würde es dem Publikum somit leichter fallen jederzeit einzuschalten.

## Sendezeiten
- 04:15 Uhr Landesschau Rheinland-Pfalz und Landesschau Baden-Württemberg (Wiederholung vom Vortag)
- 18:15 bis 19:30 Uhr Landesschau Rheinland-Pfalz und Landesschau Baden-Württemberg